# Xantholinus linearis
Xantholinus linearis is een keversoort behorend tot de familie van kortschildkevers (Staphylinidae). 

## Kenmerken
Xantholinus linearis heeft een lengte van 7 tot 8 mm. Deze langwerpige kortschildkever heeft een zwarte kop en achterlijf, donkerbruine dekschilden en een donkerrood tot zwart pronotum met een metaalachtige glans. De dekschilden zijn donkerbruin, de kleur van het pronotum kan variëren tussen donkerrood en zwart met een metaalachtige glans. De dekschilden overlappen elkaar. Poten, palpi en voelsprieten zijn geelrood. Kenmerkend voor de soort zijn punten op het pronotum in twee longitudinale rijen. 

## Verwante soorten
De soorten Xantholinus longiventris en Xantholinus linearis kunnen vaak alleen door middel van microscopisch onderzoek worden onderscheiden.

## Verspreiding
De keversoort is wijdverspreid in bijna heel Europa. Het verspreidingsgebied strekt zich uit in het noorden tot Fennoscandinavië, in het zuiden tot Noord-Afrika. De soort is ook vertegenwoordigd op de Canarische Eilanden, Madeira en de Azoren. In het oosten strekt het voorkomen zich uit over Klein-Azië en het Nabije Oosten tot Oost-Siberië. Xantholinus linearis wordt beschouwd als de meest voorkomende soort van het geslacht in Midden-Europa.
De keversoort werd geïntroduceerd in Noord-Amerika. De eerste vondsten aan de westkust (Vancouver Island) dateren uit 1920. De soort is nu ook vertegenwoordigd aan de oostkust (eerste vondsten uit Massachusetts in 1976 en 1978).

## Levenswijze
De xerofiele keversoort geeft de voorkeur aan warme hellingen met zandgrond als habitat. De kevers zitten vaak in de compost onder rottende plantenresten, maar ook onder vochtige bladeren en mos. De kevers jagen op andere insecten en geleedpotigen. De kevers worden het hele jaar door waargenomen, meestal in de lente en de zomer.

## Foto's

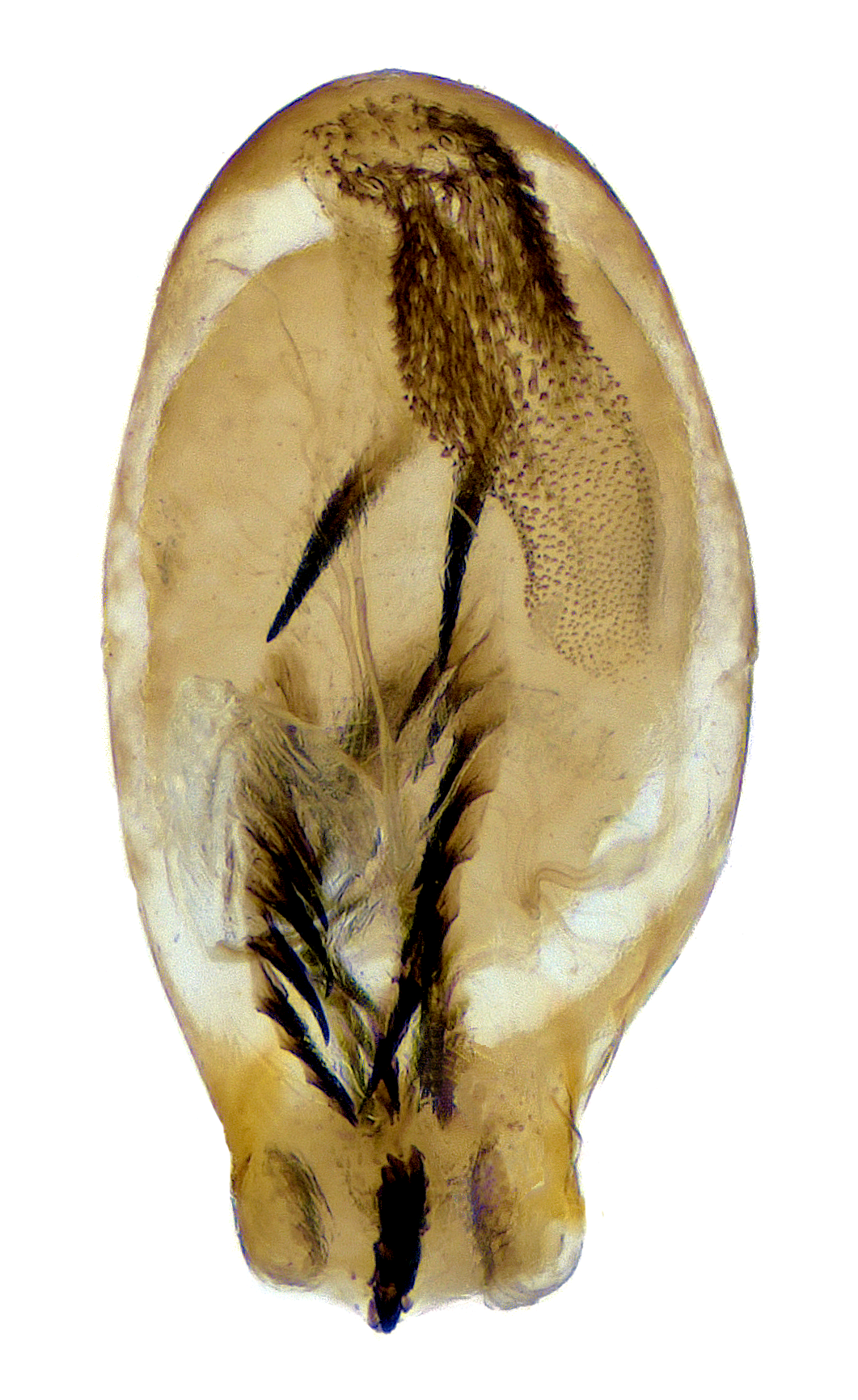
Aedeagus